# 韓国開発研究院
韓国開発研究院（かんこくかいはつけんきゅういん）は、大韓民国の政府系シンクタンク。英語による略称はKDI。毎月、韓国の経済動向報告を発表する。 

## 評価
アメリカ合衆国ペンシルバニア大学TTCSP（シンクタンクと市民社会プログラム）が発表した2014年グローバルシンクタンク競争力順位では、アジア内の序列で日本国際問題研究所、中国社会科学院を抑え1位になったと報道された。
同2019年グローバルシンクタンク競争力順位で、アメリカ以外で6位、アメリカを含めて19位となった。国際開発については3年連続で1位となった。

## 失態
1997年11月、韓国ではアジア経済危機が国内へ波及し、IMFによる韓国救済が行われる国家的な非常事態に陥ったが、韓国開発研究院と韓国銀行は救済金融を受ける前月まで「今年の経済成長率6%を超える」と評価していたほか、「成長率0%台の瀕死状態に陥った日本」を心配する余裕を見せていた。